# 蓝小玲
蓝小玲（1993年5月22日—），中国女子手球运动员。她曾代表中国国家女子手球队参加2011年世界女子手球锦标赛。她也参加了2018年亚洲运动会女子手球比赛，最终获得亚军。